# Канатна дорога на Воробйових горах
55°42′40″ пн. ш. 37°32′49″ сх. д. / 55.711° пн. ш. 37.547° сх. д.

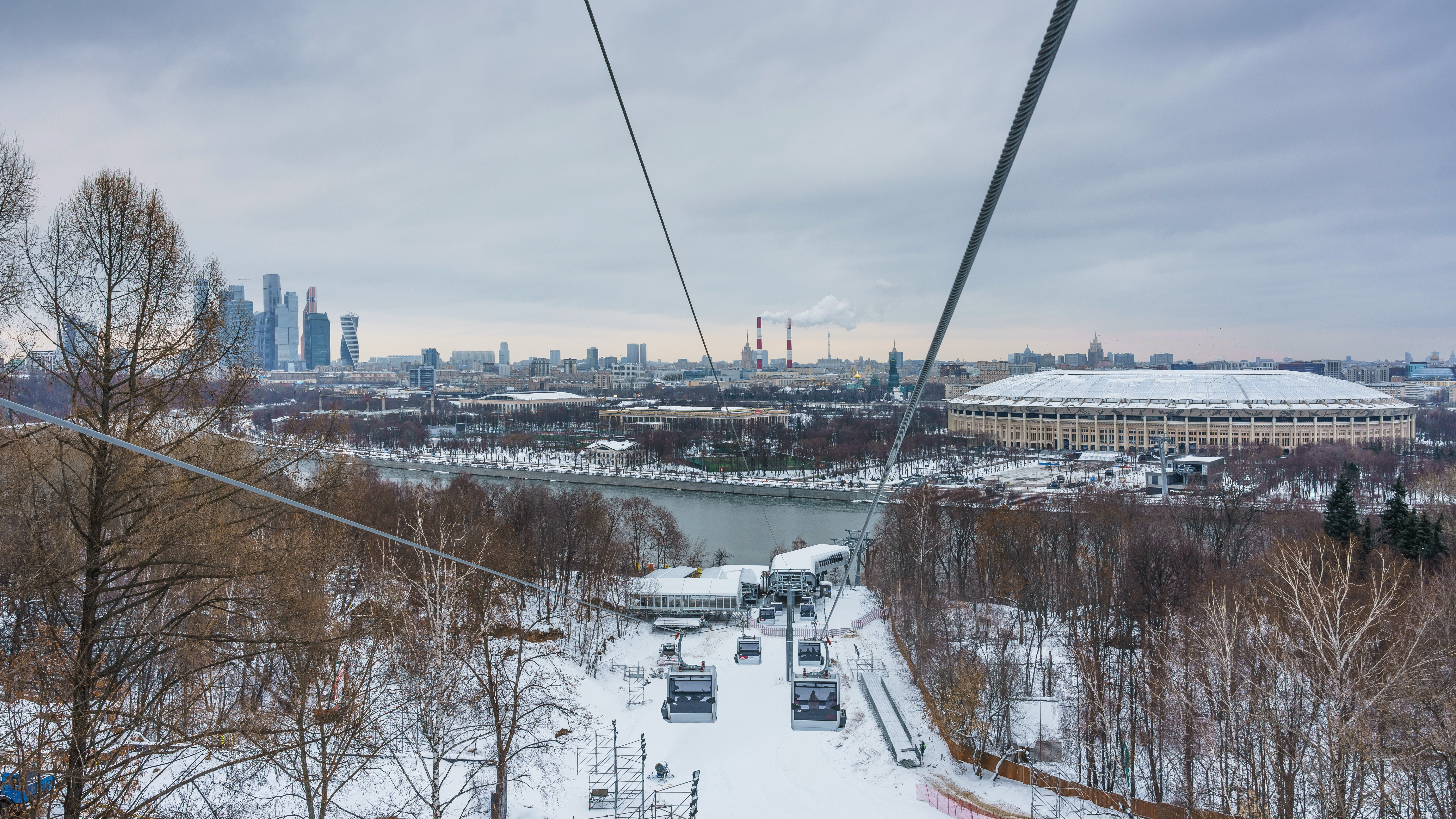

Канатна дорога на Воробйових горах — канатна дорога в Москві на території історичної місцевості «Воробйові гори» в межах муніципального округу «Раменки». Відкриття відбулось 26 листопада 2018 року.

## Історія
В 1953 році для обслуговування Великого трампліну на Воробйових горах за проектом інженера Галлі був побудований канатно-крісельний підіймач. На підіймачі завдовжки 340 м було дві станції: біля оглядового майданчика на Воробйових горах і на набережній.
Попри те, що в останні роки свого існування підіймач належав Російській гірськолижній школі, він став непридатним до використання і влітку 2016 року його було повністю демонтовано в рамках програми по реконструкції спорткомплексу на Воробйових горах.
Після демонтажу колишньої канатної дороги почалося зведення нової до чемпіонату світу з футболу у 2018 році, завданням якої є сполучення Лужників і оглядового майданчика на Воробйових горах з проміжною зупинкою на Воробйовській набережній. Попри заявлені терміни, 23 травня 2018 було офіційно оголошено про затримки в ході будівництва і перенесення термінів відкриття на період після Чемпіонату світу з футболу.

## Опис
Будівництво канатної дороги велося ДК «СНОУПРОМ» спільно з Bartholet Maschinenbau AG.
- Тип: відчіпна комбінована КД з 4-місними кріслами і 8-місними гондолами
- Довжина по схилу: 703 м (2 ділянки)
- Станцій: 3
- Перепад висот: 60 м

Устаткування виробництва швейцарської фірми Bartholet Maschinenbau AG. По лінії курсують 8-місні гондоли, на дільниці № 2 взимку ще й 4-місні підвісні крісла. Гондоли спроектовані «Porsche Design Studio» і обладнані WiFi, моніторами, MP3 плеєрами, внутрішнім і зовнішнім освітленням. Взимку в них можуть бути змонтовані місця для лиж, а влітку — для велосипедів. Гондоли можна оперативно додавати і прибирати з лінії. Всього закуплено 35 гондол; дві з них — у VIP виконанні.

## Станції
Лінія має 3 станції::

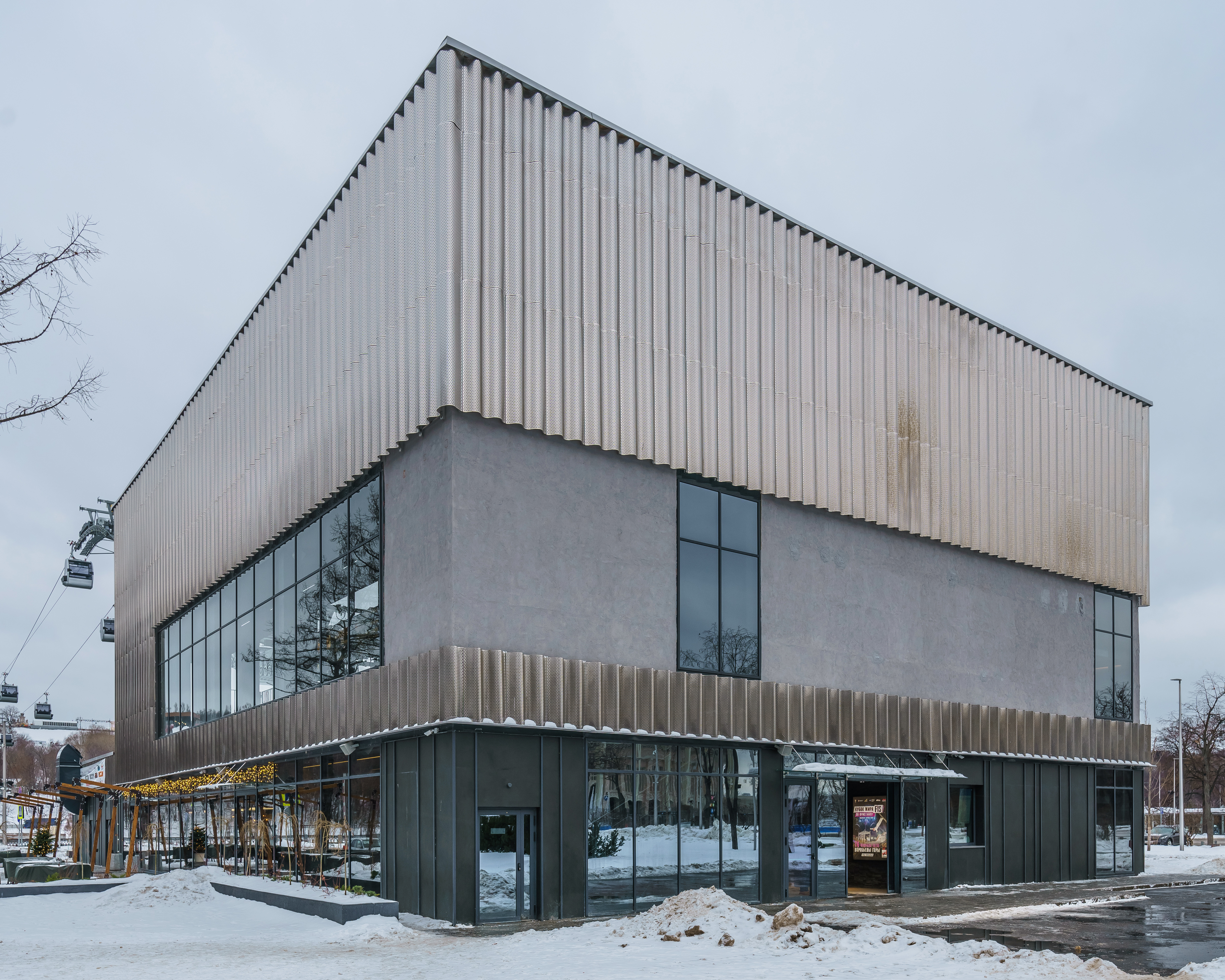
Станція «Лужники»

- Станція «Лужники» (55.713243°0′0″ пн. ш. 37.551084°0′0″ сх. д. / 55.71324° пн. ш. 37.55108° сх. д.) розташована поблизу Великої спортивної арени. На нижньому поверсі прямокутної двоповерхової будівлі станції знаходяться каси, кав'ярні і торговельні кіоски, на другому — приміщення для посадки і висадки пасажирів. Для зручності маломобільних пасажирів станція обладнана ліфтом. Оформлення станції виконано з дзеркально відполірованих сталевих панелей і ударостійкого скла.

- Нова Ліга (55°42′39″ пн. ш. 37°32′48″ сх. д. / 55.710905° пн. ш. 37.546796° сх. д.) — на правому березі Москви-ріки на Воробйовській набережній. Станом на січень 2020 робота станції обмежена через те що гірськолижний схил не працює. Надалі станція буде в основному використовуватися для підйому гірськолижників на станцію «Воробйові гори»

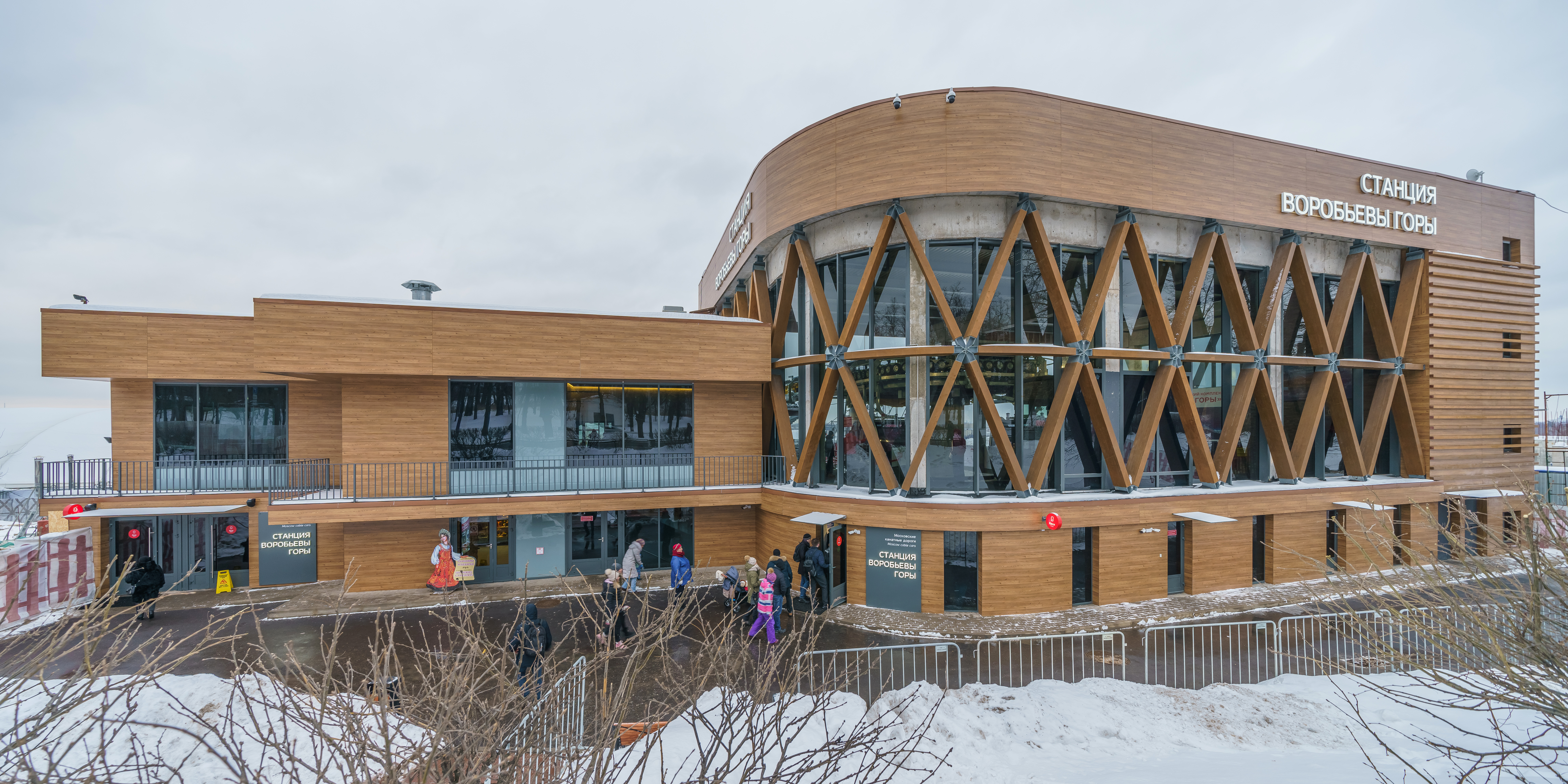
Станція «Воробйові гори»

- «Воробйові гори» (55°42′30″ пн. ш. 37°32′43″ сх. д. / 55.708214° пн. ш. 37.545288° сх. д.) — верхня, розташована на вулиці Косигіна поблизу оглядового майданчика на Воробйових горах.

## Транспортна доступність
До канатної дороги можна дістатися пішки від станцій метро і МЦК:  Спортивна,  Воробйові гори,  Лужники

## Оплата проїзду
Тариф:
- «туди»:
  - 400 руб. — в будні,
  - 500 руб. — у вихідні.
- «туди і назад»
  - 700 руб. — в будні,
  - 800 руб. — у вихідні.

Пільговий проїзд передбачений для інвалідів другої та третьої груп, пенсіонерів, дітей 7-14 років, студентів та членів багатодітних сімей за тарифом «туди» — 300 руб. в будні, 400 руб. у вихідні.
Оплата можлива за допомогою транспортної картки «Трійка».
Тарифи діють протягом всього дня; це означає, що можна сісти на станції «Лужники», приїхати на оглядовий майданчик, погуляти і потім повернутися в «Лужники».